# 圣科姆
圣科姆（法語：Saint-Côme，法語發音：[sɛ̃ kom]）是法国吉伦特省的一个市镇，属于朗贡区。

## 地理
圣科姆（44°25'28.4"N, 0°10'56.0"W）面积5.96 平方千米，位于法国新阿基坦大区吉倫特省，该省份为法国西南部沿海省份，是法國本土面积最大的省，北起滨海夏朗德省，西临大西洋，南至朗德省，东南接洛特-加龍省，东临多爾多涅省。
与圣科姆接壤的市镇（或旧市镇、城区）包括：加雅克、巴扎斯、比拉克、索维亚克。

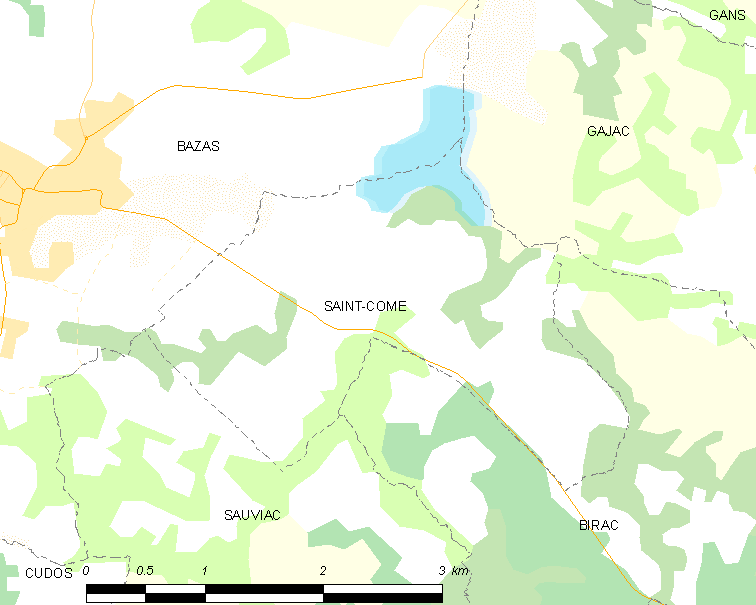
圣科姆的OSM定位图

圣科姆的时区为UTC+01:00、UTC+02:00（夏令时）。

## 行政
圣科姆的邮政编码为33430，INSEE市镇编码为33391。

## 政治
圣科姆所属的省级选区为南吉伦特县。

## 人口

1962-2008年间圣科姆人口变化图示

圣科姆于2022年1月1日时的人口数量为326人。